# پوشنا
پوشنا (به چکی: Pošná) یک منطقهٔ مسکونی در جمهوری چک است که در ناحیه پلهریموو واقع شده‌است. پوشنا ۱۳٫۳۱ کیلومتر مربع مساحت و ۲۴۰ نفر جمعیت دارد و ۵۵۷ متر بالاتر از سطح دریا واقع شده‌است.